# Suacri, Armentari, Escutari, Aureli i Benigne del Velai
Aureli, Suacri, Escutari, Armentari i Benigne són els bisbes de Lo Puèi de Velai que succeeixen Evodi del Velai a la seu episcopal entre 385 i mitjan segle VII. Són venerats conjuntament com a sants per l'Església catòlica i l'ortodoxa. La diòcesi de Velai en celebra la festivitat conjunta el 15 de novembre.

## Biografia
Encara que la successió, per la manca de fonts antigues, és dubtosa, l'ordre tradicional és el donat, però sembla que l'orde cronològic més versemblant va ser: Suacri, Armentari, Escutari, Aureli i Benigne. Tots, llevat de Benigne, són anomenats entre els primers bisbes del Puèi per un sacramentari del segle x.
- Suacri o Syagrius (deformat com a Suacrus), ca. 385 - ca. 425: segons A. Fayard fou qui signà al concili de Nimes de 396.
- Armentari o Armentarius, ca. 425 - ca. 485: A. Fayard sosté que signa, amb altres bisbes gals, la carta del papa Lleó el Gran que exposa la doctrina de l'Encarnació en 451.
- Escutari o Scutarius, ca. 485 - ca. 555: està testimoniat per un reliquiari carolingi amb la inscripció Sanctus Scutarius episcopus, un sarcòfag amb la inscripció Sepulchrum sancti ac beatissimi Scutarii huius urbis epi i una llinda amb un frontó on diu Scutari Pa[ter].Pa[triae]. vive Deo. Sovint es troba el seu nom amb el d'Evodi, indicant que haurien estat els responsables de la construcció de la catedral. Escutari fou qui va traslladar la seu episcopal de la rodalia al recinte interior de la ciutat i qui va construir la primera església de la Mare de Déu, al segle vi. La importància de la seva obra va fer que se li atorgués el títol honorífic de Pater Patriae, "pare de la pàtria".
- Aureli o Aurelius, ca. 555 - ca. 600: és esmentat per Gregori de Tours en un relat situat al 590, dient que vivia al Puèi, ad locum quem Anicium vocitant.

Article principal: Aureli del Velai
- Benigne: es troba habitualment amb aquest grup de bisbes, però no se'n coneix cap dada. Mentre que algunes fonts el fan successor immediat d'Armentari, sembla que va viure més tard i va fundar l'hospital de la vila.

Article principal: Benigne del Velai